# Gran Premio Industria Commercio Artigianato Carnaghese 2008
Il Gran Premio Industria Commercio Artigianato Carnaghese 2008, trentasettesima edizione della corsa e valida come evento dell'UCI Europe Tour 2008 categoria 1.1, si svolse il 1º agosto 2008 su un percorso di 196,8 km. Fu vinta dall'italiano Francesco Ginanni che terminò la gara in 4h57'06", alla media di 39,744 km/h.
Al traguardo 19 ciclisti portarono a termine il percorso.

## Ordine d'arrivo (Top 10)
| Pos. | Corridore             | Squadra       | Tempo    |
| ---- | --------------------- | ------------- | -------- |
| 1    | Francesco Ginanni     | Diquigiovanni | 4h57'06" |
| 2    | Matteo Montaguti      | LPR Brakes    | a 2"     |
| 3    | Christian Pfannberger | Barloworld    | a 5"     |
| 4    | Murilo Fischer        | Liquigas      | a 16"    |
| 5    | Luca Paolini          | ASA           | s.t.     |
| 6    | Marco Marcato         | Cycle Coll.   | s.t.     |
| 7    | Miguel Ángel Rubiano  | C. Calzatura  | s.t.     |
| 8    | Francesco Reda        | NGC Medical   | s.t.     |
| 9    | Luigi Sestili         | Cer. Flaminia | s.t.     |
| 10   | Eddy Ratti            | Nippo-Endeka  | s.t.     |